# Sauli
Le origini della famiglia Sauli sono da ricercare nella città di Lucca.
Coinvolta nella lotta tra guelfi e ghibellini che infiammò il Trecento italiano, questa venne cacciata per guelfismo e riparò a Genova dove, con il denaro accumulato da precedenti amministrazioni, iniziò in città un proficuo commercio di sete e tessuti nella zona di San Giorgio.
Il commercio rese potente e ancor più ricca la famiglia, che rimase iscritta alla nobiltà e al Libro d'Oro fino al 1576, acquisì inoltre grande notorietà per aver finanziato artisti ed opere architettoniche, tra cui la chiesa di Santa Maria Assunta di Carignano, realizzata da Galeazzo Alessi.

## Storia
Esponenti di spicco della famiglia sono stati l'ambasciatore Bandinello Sauli, che fece erigere la chiesa di cui sopra. e i di lui figli Francesco e Stefano, protonotario apostolico e scrittore.
Negli annali è degno di nota Paolo Sauli, che nel suo testamento del 1609 lasciò alla città una notevole somma di denaro per la realizzazione di un ponte tra i colli di Sarzano e Carignano, opera poi portata a termine dal discendente Domenico Sauli, scienziato, mercante e uomo politico al servizio del duca di Milano oltre che fervente religioso, promotore di un'unione tra gli ordini dei barnabiti e dei gesuiti e padre di Alessandro Sauli, santificato.
Tra gli altri eredi, Marcantonio Sauli, uno dei più famosi giuriconsulti della Repubblica di Genova, Ottaviano, che fu militare e uomo d'arme, e Filippo Sauli divenne ellenista e linguista e lasciò in eredità all'Ospedale degli Incurabili la sua vasta biblioteca collezionata durante la vita.
Alcuni esponenti della famiglia Sauli divennero Governatore di Corsica durante la Repubblica genovese mentre tale Francesco Sauli fu ambasciatore in Spagna per conto della città nel 1654.
La famiglia può vantare ventinove senatori della Repubblica di Genova e tre dogi: Lorenzo Sauli, Giulio Sauli e Francesco Maria Sauli, già ambasciatore a Vienna.
Si contano inoltre tre cardinali: Bandinello Sauli, divenuto cardinale nel 1511 per opera di Giulio II e poi vescovo di Albenga nel 1513; Girolamo Sauli che fu arcivescovo di Bari e poi arcivescovo di Genova così come Antonio Maria Sauli nel 1587.
Durante il periodo tra Settecento e Ottocento sono da ricordare Gaspare Sauli, scrittore, letterato e poeta, e il fratello Cristoforo Sauli, uomo politico che ricoprì importanti cariche cittadine durante l'età napoleonica.
Il figlio di Gaspare, Francesco Sauli, divenne ambasciatore presso le corti di San Pietroburgo e Londra, poi senatore del Regno d'Italia.
Damiano Sauli fu colonnello del genio marittimo, progettista e costruttore del bacino di carenaggio nella darsena di Genova, il primo d'Italia.
La famiglia si è separata varie volte nel corso della sua storia, dando origine ad alcuni rami laterali:
- Sauli-Scassi
- Sauli d'Igliano (di origini piemontesi)
- Sauli-Pallavicini

## Personaggi
- Bandinello Sauli
- Antonio Maria Sauli
- Alessandro Sauli
- Lodovico Sauli d'Igliano

## Palazzi e residenze
- Palazzo Sauli
- Palazzo Marcantonio Sauli
- Palazzo Antonio Sauli
- Palazzo Bendinelli Sauli
- Palazzo Ottavio Sauli
- Villa Sauli di Carignano
- Villa Sauli di Sampierdarena
- Villa Sauli Podestà a Palmaro